# ふわりコンプレックス
『ふわりコンプレックス』(FUWARI Girls Complex)は、戯画より2009年2月27日に発売されたアダルトゲームである。

## 概要
いわゆる脱衣麻雀ゲームで、イカサマなど使用して勝ち進んでいくストーリーモードと、ストーリーモードをクリア後に出現する4人打ち麻雀のフリー対戦モードがある。
また、フリー対戦モードでは、同社で発売されたさかあがりハリケーンのキャラクターも登場している。

## ストーリー
主人公である諸岡一羽が住む新陰市に、外食業界企業『シリウスグループ』の呼びかけにより、レストラン対抗バトルが開催された。一羽はその状況を他人事のように眺めていた。だが、従姉である泉伊織の代役によってこのレストラン対抗バトルに喫茶店代表として参加する事になった。様々な人間の思惑がうごめく中、一羽は戦う事になる。

## 登場人物
諸岡一羽（もろおか かずは）
主人公。両親が海外出張したことを機に、従姉である泉伊織の経営する喫茶店に住んでいる。自分が住む新陰市のことを大切に思っており、この街をシリウスグループの傘下にすることを快く思っていない。
泉伊織（いずみ いおり）声：平野響子
一羽の従姉。一羽が生活する喫茶店の店長。一羽にバトルの代行を押し付けて、自分はのんびり温泉旅行へと出かけている。色々な所で名前を轟かせていて謎が多い。
沖田つかさ（おきた つかさ）声：MI-KO
一羽の従妹。近所のファミリーレストランでバイトをしており、休憩時間を見計らって一羽の喫茶店に遊びに来ている。一羽がバトルに参加しているのを快く思っていない。
宮本武留（みやもと たける）声：鮎川守
一羽の幼なじみ。家は洋食屋で、一羽の家の隣にある。明るく元気いっぱいだが、少々頭が悪い。細かいことを気にせず、バトルも適当に勝ち進んでいる。
佐々木小夜（ささき さよ）声：ヒマリ
商店街のレストランのウェイトレス。武留の事を敵視しており、事あるごとに言い争っているが、武留は彼女の事を友達だと言われている。一羽とも顔なじみだが最近はあまり話をしていない。
伊東かたな（いとう -）声：榎津まお
商店街の喫茶店のウェイトレス。小夜の親友で共に行動をしていることが多い。小夜が武留を敵視しているので彼女も敵視しているように思われるが、彼女自身はそんなことはない。
菜ノ花透子（なのはな とおこ）声：桃井いちご
商店街の和菓子屋で働いている少女。一羽や武留など商店街のメンバーとは顔なじみ。大人しめの性格で、今回のバトルも快く思っていない。
宍戸れもん（ししど れもん）声：春日アン
新陰市のファミリーレストランで働くウェイトレス。かなりドジで一羽が見ている間に三回も食器をひっくり返したのを目撃されている。100万円を騙し取られた事で借金をし、バトルに参加している。
夢想天花（むそう てんか）声：奥山歩
自称退魔師の少女。山で修行していたが、新陰市から邪な気を感じたため山へ降りてきた。一羽を魔物だと勘違いしている。妙に効く万能薬を持っていたりする。
千葉亜麻音（ちば あまね）声：七生ゆう
大手外食企業『シリウスグループ』の若き会長。今回のレストラン対抗バトルの主催者。伊織に今回のバトルの参加を持ちかけてくる。
近藤兎耳（こんどう うさみ）声：MYME
シリウスグループの中華料理屋代表。クールに装っているが、猫に心をときめかしている場面もある。
坂本綾菜（さかもと あやな）声：倉田まりや
シリウスグループの喫茶店ウェイトレス。シリウスグループの中では参謀役であるが、亜麻音に反旗を翻そうと企んでいる。
岡田恋都（おかだ れんと）声：天野かなで
シリウスグループの喫茶店ウェイトレス。綾菜の部下であり、綾菜の命令を忠実に遂行する。
芹沢小鳥（せりざわ ことり）声：草野花恋
シリウスグループの喫茶店ウェイトレス。兎耳の事を敬愛しており、一羽などの男性を嫌っている。
土方・リネア・ヨハンソン（ひじかた -）声：芽々
シリウスグループのカレー屋のウェイトレス。一羽とはひょんな事で知り合い、一羽兄貴と呼び慕っている。だが、上からの圧力がかかり無理やり戦うことになる。
前田ケイト（まえだ -）声優：松永雪希
最近有名になったアイドル。レストラン対抗バトルのイメージガールとして登場する。本来久々の休暇だったが、このイベントに参加することになって不機嫌な様子。
菜ノ花一姫（なのはな いつき）声：細田なな
透子の腹違いの姉。大手外食店ニューシャドウのウェイトレス。優しそうな外見とは裏腹に冷え切った感情を持っており底が見えない女性。透子の実力を見出しており、無理やら戦わせようとする。

## 製作スタッフ
- 原画：秋雨前線、有河サトル、シコルスキー、桜井柚南、さっぽろももこ、秋月つかさ、榊水夏、CH@R、あおいゆーじ、呉マサヒロ、bomi、marui、山瓜、MAKOTO、赤丸、綾瀬はづき
- シナリオ：永瀬晶、みさきつとむ
- 音楽：Pianos DauGe
- ムービー：KIZAWA STUDIO
- オープニングテーマ「ふれあ☆こんぷれっくす」
作詞：ayachi、作曲・編曲：中山真斗、歌：NANA

## 漫画
『コミックメガストア』2009年5月号に、原画の呉マサヒロ自身による読みきり短編漫画が掲載されている。